# تپه شهسوار
تپه شهسوار مربوط به عصر برنز - دوره اشکانیان است و در شهرستان سلسله (الشتر)، بخش مرکزی، دهستان دوآب، ۵۰ متری شمال روستای شیخ آبادتتر واقع شده و این اثر در تاریخ ۷ اسفند ۱۳۸۶ با شمارهٔ ثبت ۲۱۳۱۸ به‌عنوان یکی از آثار ملی ایران به ثبت رسیده است.تپه شهسوار متعلق به طایفه شهسوارون (شهسواروند) است.